# نيل ميرسير
نيل ميرسير (بالإنجليزية: Neil Mercer)‏ هو عالم نفس بريطاني، ولد في 1946.